# Kreševo (Chorwacja)
Kreševo – wieś w Chorwacji, w żupanii splicko-dalmatyńskiej, w gminie Šestanovac. W 2011 roku liczyła 248 mieszkańców.